# 499 av. J.-C.
Cette page concerne l'année 499 av. J.-C. du calendrier julien proleptique.

## Événements
- Fin de l'été : révolte de l'Ionie à l'instigation du tyran de Milet, Aristagoras qui craint de tomber en disgrâce auprès de Darius Ier. Les tyrans protégés par les Perses, sont renversés et remplacés par des stratèges. L’isonomie (égale répartition du pouvoir) est proclamée[1]. Coès, tyran de Mytilène, est lapidé par ses concitoyens[2]. Les autres tyrans restent libres. Aristagoras se rend en Grèce (hiver 499/498 av. J.-C.) pour obtenir des secours. Seule Athènes et Érétrie vont envoyer quelques contingents[1].
- 22 septembre : à Rome, début du consulat de Titus Aebutius Helva, Caius Veturius Geminus Cicurinus[3].

- Miltiade, qui dirige la colonie d'Athènes, Chersonèse de Thrace, et se trouve depuis 514  av. J.-C. environ sous la suzeraineté perse, se révolte aussi et s'empare des îles de Lemnos et d'Imbros[4].

- Rome assiège une nouvelle fois la cité de Fidènes[5] (499-498 av. J.-C.)[3].